# مارتن ر. برادلي
مارتن ر. برادلي (بالإنجليزية: Martin R. Bradley)‏ هو سياسي أمريكي، ولد في 1 أبريل 1888 في نيوبيري في الولايات المتحدة، وتوفي في 21 ديسمبر 1975 في ليفنورث في الولايات المتحدة. حزبياً، نشط في الحزب الديمقراطي. وقد انتخب عضو مجلس نواب ميشيغان ‏.